# كانا هانازاوا
كانا هانازاوا (باليابانية: 花澤 香菜) (بالروماجي: Hanazawa Kana) مؤدية أصوات ومغنية وممثلة يابانية، تعمل لدى وكالة اوفيس اوساوا للمواهب، ولدت في 25 فبراير 1989 في طوكيو. أول أغنية لها صدرت في 25 أبريل 2012 بعنوان (باليابانية: 星空☆ディスティネーション) (بالروماجي: Hoshizora Destination).

## أدوارها في الأنمي

### مسلسلات أنمي تلفزيونية
- تسوريدوري تشيلدرن - يوكي ميناغاوا
- داركر ذان بلاك: جوزاء النيزك - سوؤو بافليتشينكو
- ناجي-آسو : هدوء في البحر - ماناكا موكايدو
- دورارارا!! - أنري سونوهارا
- دورارارا!! ×2 المقدمة - أنري سونوهارا
- دورارارا!! ×2 المنتصف - أنري سونوهارا
- دورارارا!! ×2 الخاتمة - أنري سونوهارا
- باندورا هارتس - شارون راينزورث
- باسكواش! - كوكو JD
- سيكيري - كوسانو
- سيكيري Pure Engagement - كوسانو
- باكيمونوغاتاري - ناديكو سينغوكو
- نيسيمونوغاتاري - ناديكو سينغوكو
- سلسلة مونوغاتاري الموسم الثاني - ناديكو سينغوكو
- كوباتو. - كوباتو هاناتو
- تو لاف-رو - ميكان يوكي
- ميد ساما! - ساكورا هانازونو
- لاست إكسايل - هولي مادثين
- بلاسريتر - إيليا
- برج درواغا 〜the Sword of URUK〜 - هينارو
- كاناغي - زانغي
- نبضات الملاك! - كانادي تاتشيبانا (الملاك)
- أكاديمية أوكالت - كوزوي ناروسي
- رايلغان معينة خاصة بالعلم - إيري هاروؤي
- رايلغان معينة خاصة بالعلم S - إيري هاروؤي
- أختي لا يمكن لها أن تكون بهذه الظرافة - كورونيكو
- أختي لا يمكن لها أن تكون بهذه الظرافة. - كورونيكو، هيناتا غوكو
- أميرة القناديل - تسوكيمي كوراشيتا
- كامينوميزو شيرو سيكاي - شيوري شيوميا
- كامينوميزو شيرو سيكاي فصل الحارسات - شيوري شيوميا، مينيرفا
- صاحب التعاويذ الأزرق - شييمي مورياما
- صاحب التعاويذ الأزرق: ملك كيوتو الملوث - شييمي مورياما
- ماذا لو كانت مديرة بيسبول الثانوية تقرأ "الإدارة" من تأليف دراكر - يوكي مياتا
- فراكتال - نيسا
- فريزينغ - رانا لينشين
- فريزينغ فايبريشن - رانا لينشين
- ندوة فيزيولوجيا الانحراف - ناناكو ماتسوتاكا
- فتاة الأمواج و فتى الشباب - هانازاوا
- أرشيف دانتاليان - هيو أنتوني ديسوارد (أيام الطفولة)
- غيلتي كراون - أياسي شينوميا، ياهيرو ساموكاوا (أيام الطفولة)
- البدلة المتنقلة جاندام إيج - روماري ستون
- بلاك روك شوتر - ماتو كوروي، بلاك★روك شوتر
- ماغي: The Labyrinth of Magic - رين كوغيوكو
- ماغي: The Kingdom of Magic - رين كوغيوكو
- ديدمان وندرلاند - شيرو
- مهما فكرت في الموضوع, إنعدام شهرتي هو خطأكم أنتم! - يو-تشان
- عاصفة زيتسوين - آيكا فوا
- نيسيكوي - كوساكي أونوديرا
- نيسيكوي: - كوساكي أونوديرا
- سبيس داندي - أديلي
- يا لسيدة النحس! - إيتشيكو ساكورا
- التلميذ المتخلف في ثانوية السحر - مايومي سايغوسا
- التلميذ المتخلف في ثانوية السحر: الزائرة - مايومي سايغوسا
- كنز نانانا ريوغاجو - دارك هوشينو
- ميكاكوسيتي أكتورز - ماري
- بيرسونا 4 ذا غولدن أنيميشن - ماري
- أكامي غا كيل! - سيريو يوبيكيتوس
- طوكيو غول - ريزي كاميشيرو
- طوكيو غول:re - ريزي كاميشيرو
- الوحوش الطفيلية: ثوابت النجاة - ساتومي مورانو
- ويك أب, جيرلز! - آنا
- البطلة يونا يوكي - سونوكو نوغي
- وورلد تريغر - آي كيتورا
- يامادا-كن و الساحرات السبع - ميكوتو أسوكا
- المعلم الأوتاكو - ريكو موكيو
- ستاينز؛غيت - مايوري شينا
- ستاينز؛غيت 0 - مايوري شينا
- ماريا العذراء - إيزيكييل
- بريزون سكول - هانا ميدوريكاوا
- سايكو-باس - أكاني تسونيموري
- سايكو-باس 2 - أكاني تسونيموري
- آيدولماستر - إيري ميزوتاني
- أوشيو و تورا - جيي مي
- برينس أوف سترايد ألترنيتيف - نانا ساكوراي
- بونغو ستراي دوغز - لوسي إم
- أورينج - ناهو تاكاميا
- دانغانرونبا 3: نهاية أكاديمية قمة الأمل - تشياكي نانامي
- أسد آذار - هيناتا كاواموتو
- Rewrite - كاغاري
- مكان أبعد من الكون - شيراسي كوبوتشيزاوا
- ميجر سكند - موتسوكو ساكورا
- بايتليز - تسوتسومي
- لايتونز ميستري جيرني - كاترييل لايتون
- جوشينكي باندورا - كويني يو
- شوكوغكي نو سوما: الطبق الثالث - مومو أكانيغاكوبو
- شوكوغكي نو سوما: الطبق الثالث: قطار توتسوكي - مومو أكانيغاكوبو
- شوكوغكي نو سوما: الطبق الرابع - مومو أكانيغاكوبو
- فانتوم إن ذا توايلايت - بايرو تون
- هابي شوغر لايف - ساتو ماتسوزاكا
- الخلايا تعمل! - كرية دم حمراء
- الخلايا تعمل!! - كرية دم حمراء
- مدينة الإبادة - يوكي
- كوتورا-سان - يوريكو ميفوني
- سيف قاتل الشياطين - ميتسوري كانروجي
- ميكس - هاروكا أوياما
- رحلات بوكيمون - كلوي
- ملفات قضايا ريتشارد صائغ المجوهرات - شوكو تانيموتو
- رحلات الساحرة - فران
- غليبنير - إيرينا آوكي
- العروس الخماسية - إيتشيكا ناكانو
- العروس الخماسية∬ - إيتشيكا ناكانو
- إرومانغا سينسي - كورونيكو

### أوفا أنمي
- فتاة الثقافة: ميموار - توكو أمانو
- دوت هاك كوانتوم - ساكويا، أسومي آيدا
- بلاك★روك شوتر - ماتو كوروي
- المعلم الساحر نيغيما!: عالم آخر - بياتريكس مونرو
- فيت/بروتوتايب - أياكا ساجو

### أفلام أنمي
- سنكورول - يوكي
- فتاة الثقافة - توكو أمانو
- سلسلة أفلام بريك بليد
  - بريك بليد: الفصل الأول «وقت النهوض» - كليو سابراف
  - بريك بليد: الفصل الثاني «مفترق الطرق» - كليو سابراف
  - بريك بليد: الفصل الثالث «جرح سيف القاتل» - كليو سابراف
  - بريك بليد: الفصل الرابع «أرض الكارثة» - كليو سابراف
  - بريك بليد: الفصل الخامس «أفق الموت» - كليو سابراف
  - بريك بليد: الفصل السادس «حصن الحزن» - كليو سابراف
- حديقة الكلمات - يوكاري يوكينو
- إمبراطورية الجثث - هادالي ليليث
- سايكو-باس: الفيلم - أكاني تسونيموري
- أورا: معركة ماريوينكوغا الأخيرة - ريوكو ساتو
- أورينج: المستقبل - ناهو تاكاميا
- بلام! - سيبو
- ثلاثية أفلام غودزيلا
  - غودزيلا: كوكب الوحوش - يوكو تاني
  - غودزيلا: مدينة على شفير المعركة - يوكو تاني
  - غودزيلا: آكل الكواكب - يوكو تاني
- طفلة الطقس - كانا
- هيومان لوست: لم يعد بشرا - يوشيكو هيراغي
- فيلم الإكسورسيست الأزرق - شييمي مورياما
- التلميذ المتخلف في ثانوية السحر: الفتاة التي تنادي النجوم - مايومي سايغوسا
- الخلايا تعمل!: عودة العدو الأقوى. صخب في «أحشاء» الجسد - كرية دم حمراء

## أدوارها في ألعاب الفيديو
- ديت أ لايف: رينّي يوتوبيا - رينّي سونوغامي
- بيرسونا 4 غولدن - ماري
- بيرسونا 4 أرينا ألتيماكس - ماري
- بيرسونا Q شادو أوف ذا لابيرينث - ماري
- تيلز أوف غريسز - صوفي
- تيلز أوف ذا وورلد: ريف يونايتيا - صوفي
- دانغانرونبا 2: غودباي ديسبير - تشياكي نانامي
- آيدولماستر ديرلي ستارز - إيري ميزوتاني
- برينس أوف سترايد - نانا ساكوراي
- سايكو-باس: مانداتوري هابينيس - أكاني تسونيموري
- سكالغيرلز - آنسة فورتشن
- أختي لا يمكن لها أن تكون بهذه الظرافة بورتبل - كورونيكو
- «أختي لا يمكن لها أن تكون بهذه الظرافة بورتبل» لا يمكن لها أن تستمر - كورونيكو
- أختي لا يمكن لها أن تكون بهذه الظرافة: النهاية السعيدة - كورونيكو
- الإكسورسيست الأزرق: لابيرينث الأوهام - شييمي مورياما

## أدوارها في الدبلجة اليابانية
- مبتكري الألعاب - بيب كارانو

## وصلات خارجية
- كانا هانازاوا  في شبكة أخبار الأنمي
- كانا هانازاوا على موقع IMDb (الإنجليزية)
- كانا هانازاوا على موقع روتن توميتوز (الإنجليزية)
- كانا هانازاوا على موقع ميوزك برينز (الإنجليزية)
- كانا هانازاوا على موقع أول موفي (الإنجليزية)
- كانا هانازاوا على موقع أول ميوزيك (الإنجليزية)
- كانا هانازاوا على موقع ديسكوغز (الإنجليزية)
- كانا هانازاوا على موقع قاعدة بيانات الفيلم (الإنجليزية)
- كانا هانازاوا على موقع ANN person (الإنجليزية)